# Soldados 1.0
Soldados 1.0 es un reality show producido y transmitido por el Canal RCN en 2017. El programa es presentado por María Fernanda Yepes y Susana Mora. El objetivo es reunir 20 famosos colombianos para enfrentar pruebas físicas y mentales que permitan seleccionar el primer "Soldado 1.0" de Colombia.

## Sinopsis
En el reality, 20 famosos conocerán de cerca la experiencia del Ejército Nacional y deberán realizar diferentes retos para llevarse el título. Portar el uniforme del Ejército de Colombia es un honor que pocos tienen pero estas celebridades lo harán con orgullo y demostrarán que tienen el valor, la fuerza y el aguante para ser el Soldado 1.0.

## Presentadoras
| Nombre               | Ocupación                       |
| -------------------- | ------------------------------- |
| María Fernanda Yepes | Actriz, modelo y presentadora   |
| Susana Mora          | Actriz, cantante y presentadora |

## Concursantes
| Puesto | Participantes           | Lugar de residencia    | Edad    | Famoso por...                                                            | Duración | Información         |
| ------ | ----------------------- | ---------------------- | ------- | ------------------------------------------------------------------------ | -------- | ------------------- |
| 1      | Orlando Liñán           | Bogotá                 | 29 años | Actor y cantante                                                         | 172 días | Ganador             |
| 2      | Catalina Otálvaro       | Medellín               | 28 años | Modelo                                                                   | 172 días | 2° lugar            |
| 3      | Juan Sebastián Quintero | Bogotá                 | 28 años | Actor y presentador                                                      | 172 días | 3° lugar            |
| 4      | Julián Téllez           | Bogotá                 | 39 años | Exfutbolista y presentador                                               | 171 días | 4° lugar            |
| 5      | Norma Nivia             | Bogotá                 | 37 años | Actriz y modelo                                                          | 170 días | 5° lugar            |
| 6      | Diego Arnary            | Bogotá                 | 37 años | Modelo                                                                   | 146 días | 9° Eliminado        |
| 7      | Edward Pinzón           | Bogotá                 | 30 años | Locutor y presentador                                                    | 125 días | 8° Eliminado        |
| 8      | Juliana Arango          | Ciudad de Barranquilla | 33 años | Modelo                                                                   | 66 días  | 7° eliminada        |
| 9      | Alejandro Estrada       | Bogotá                 | 37 años | Actor                                                                    | 106 días | 6° eliminado        |
| 10     | Jonathan Rodríguez      | Ciudad de Guatemala    | 28 años | Modelo                                                                   | 78 días  | Abandono voluntario |
| 11     | Enis Pacheco            | Montería               | 29 años | Boxeadora                                                                | 70 días  | 5° eliminada        |
| 12     | Tommy Vásquez           | Estados Unidos         | 36 años | Actor                                                                    | 59 días  | Abandono voluntario |
| 13     | Natalia Durán           | Bogotá                 | 33 años | Actriz y modelo                                                          | 51 días  | Abandono forzado    |
| 14     | Juliana Galvis          | México                 | 36 años | Actriz                                                                   | 44 días  | 4° eliminada        |
| 15     | Jery Sandoval           | Bogotá                 | 30 años | Actriz y cantante                                                        | 30 días  | Abandono voluntario |
| 16     | Andrea Tovar            | Bogotá                 | 23 años | Señorita Colombia 2015, segunda finalista de Miss Universo 2016 y modelo | 29 días  | Abandono voluntario |
| 17     | Sofía Jaramillo         | Bogotá                 | 28 años | Modelo, presentadora y empresaria                                        | 24 días  | Abandono forzado    |
| 18     | Ángela Vergara          | Bogotá                 | 43 años | Actriz                                                                   | 23 días  | 3° eliminada        |
| 19     | Lina Tejeiro            | Bogotá                 | 25 años | Actriz                                                                   | 16 días  | Abandono voluntario |
| 20     | Agmeth Escaf            | Bogotá                 | 44 años | Actor y presentador                                                      | 15 días  | 2° eliminado        |
| 21     | Beto Villa Jr           | Bogotá                 | 28 años | Actor y cantante                                                         | 4 días   | 1° eliminado        |